# Okręgowe ligi polskie w piłce nożnej (1938/1939)

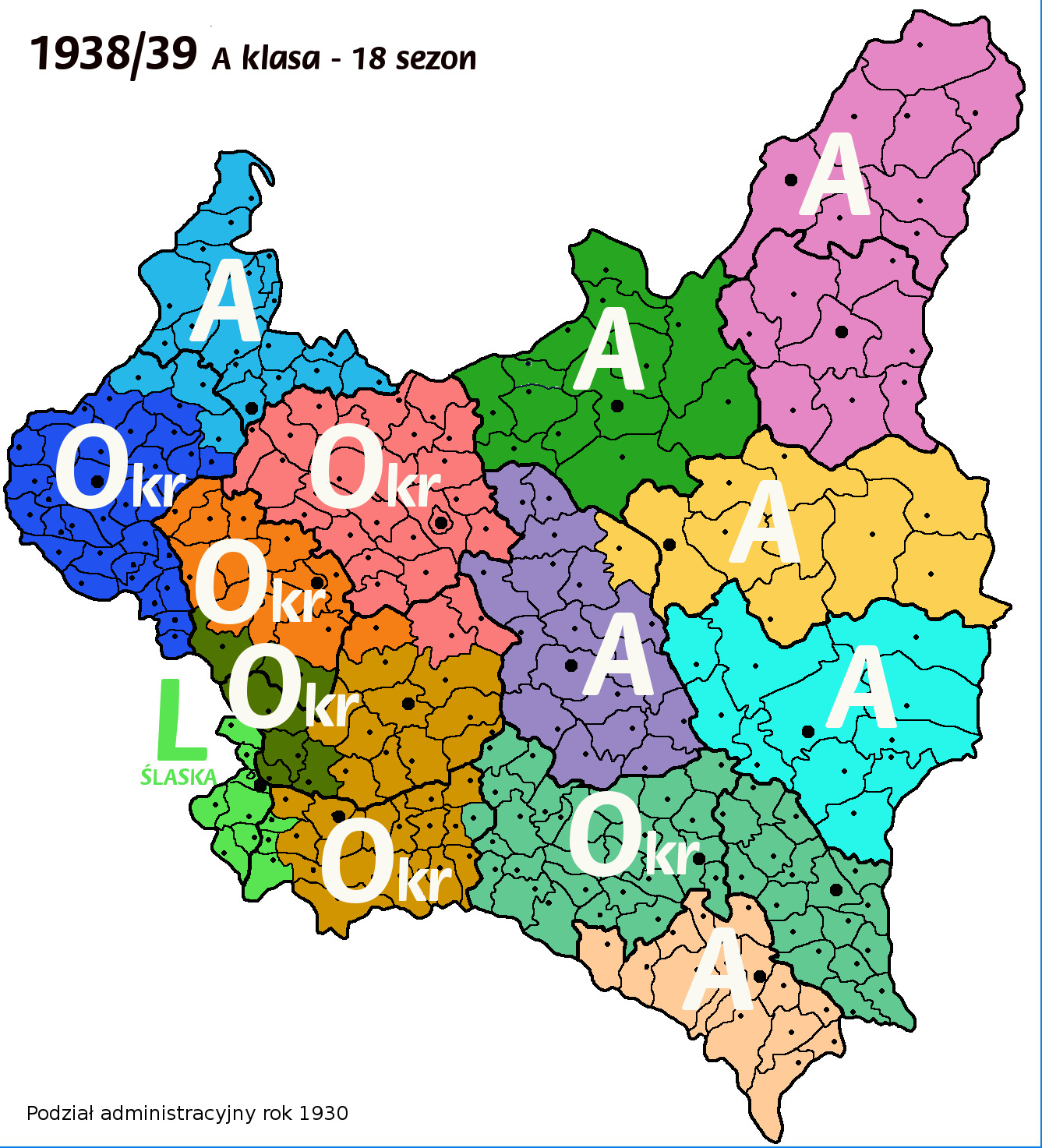
1938/39 rok A klasa

Okręgowe rozgrywki w piłce nożnej w sezonie 1938/1939 odbywały się w 14 okręgach, a ich najwyższym poziomem była klasa A lub liga okręgowa. Mistrzowie okręgów spotykali się w eliminacjach walcząc o awans do Ligi.
| Poziomy rozgrywkowe w sezonie 1938/1939 | Poziomy rozgrywkowe w sezonie 1938/1939 | Poziomy rozgrywkowe w sezonie 1938/1939 | Poziomy rozgrywkowe w sezonie 1938/1939 |
| Rozgrywki                               | P                                       | Nazwa                                   | Nazwa                                   |
| --------------------------------------- | --------------------------------------- | --------------------------------------- | --------------------------------------- |
| Centralne                               | I                                       | Liga                                    | Liga                                    |
| Okręgowe (14 okręgów)                   | II                                      | A Klasa (7 okręgów)                     | Liga okręgowa Liga Śląska (7 okręgów)   |
| Okręgowe (14 okręgów)                   | III                                     | B klasa                                 | A klasa                                 |
| Okręgowe (14 okręgów)                   | IV                                      | C klasa                                 | B klasa                                 |
| Okręgowe (14 okręgów)                   | V                                       |                                         | C klasa                                 |

## Rozgrywki okręgowe

### Mistrzostwa Klasy A Białostockiego OZPN
- mistrz: WKS Grodno

| Poz. | Drużyna              | M   | Z   | R   | P   | Bramki  | Punkty |
| ---- | -------------------- | --- | --- | --- | --- | ------- | ------ |
| 1    | WKS Grodno           | 10  | 9   | 0   | 1   | 52-16   | 18     |
| 2    | ŻKS Makabi Białystok | (9) | (4) | (2) | (3) | (21-15) | (10)   |
| 3    | Strzelec Białystok   | (9) | (4) | (1) | (4) | (21-16) | (9)    |
| 4    | Cresovia Grodno      | (8) | (3) | (2) | (3) | (15-20) | (8)    |
| 5    | Makabi Grodno        | (7) | (1) | (1) | (5) | (7-23)  | (3)    |
| 6    | Makabi Łomża         | (5) | (0) | (0) | (5) | (5-31)  | (0)    |
| 7    | Warmia Grajewo       | 0   | 0   | 0   | 0   | 0       | 0      |
| 8    | Ognisko Białystok    | 0   | 0   | 0   | 0   | 0       | 0      |

- Z powody braku wyników kilku meczów tabela jest niekompletna. Brakuje pewności co do kolejności na pozycjach 2-3-4.
- Większość piłkarzy WKS Jagiellonii Białystok zasiliła klub Strzelec Białystok.
- Klub Warmia Grajewo za nieuregulowane składki został wykluczony z rozgrywek, wszystkie ich mecze anulowano.
- Klub Ognisko Białystok wycofał się z rozgrywek, wszystkie mecze anulowano.
- Z klasy B awansowały Hapoel Białystok, Puszcza Hajnówka oraz zwycięzca dwumeczu Makabi Suwałki vs Strzelec Suwałki. Z powodu wybuchu wojny mecze nie zostały rozegrane.

### Mistrzostwa ligi okręgowej Krakowskiego OZPN
- mistrz: Fablok Chrzanów

| Poz. | Drużyna                 | M  | Z    | R    | P    | Bramki | Punkty |
| ---- | ----------------------- | -- | ---- | ---- | ---- | ------ | ------ |
| 1    | Fablok Chrzanów         | 20 | b.d. | b.d. | b.d. | b.d.   | 36     |
| 2    | Tarnovia Tarnów         | 20 | b.d. | b.d. | b.d. | b.d.   | 23     |
| 3    | Krowodrza Kraków        | 20 | b.d. | b.d. | b.d. | b.d.   | 22     |
| 4    | Olsza Kraków            | 20 | b.d. | b.d. | b.d. | b.d.   | 21     |
| 5    | KS Mościce Tarnów (b)   | 20 | b.d. | b.d. | b.d. | b.d.   | 21     |
| 6    | KS Chełmek              | 20 | b.d. | b.d. | b.d. | b.d.   | 19     |
| 7    | Podgórze Kraków         | 20 | b.d. | b.d. | b.d. | b.d.   | 18     |
| 8    | Makabi Kraków           | 20 | b.d. | b.d. | b.d. | b.d.   | 17     |
| 9    | Zwierzyniecki Kraków    | 20 | b.d. | b.d. | b.d. | b.d.   | 16     |
| 10   | Grzegórzecki Kraków     | 20 | b.d. | b.d. | b.d. | b.d.   | 16     |
| 11   | Korona Kraków           | 20 | b.d. | b.d. | b.d. | b.d.   | 8      |
| ?*   | Wisła II Kraków         | –  | –    | –    | –    | –      | -      |
| ?*   | Garbarnia II Kraków (b) | –  | –    | –    | –    | –      | -      |
| ?*   | Cracovia II             | –  | –    | –    | –    | –      | -      |

- (?*) – Garbarnia II Kraków, Wisła II Kraków oraz Cracovia II brały udział w rozgrywkach klasy A, ale ich dorobek nie był liczony do tabeli.
- Do klasy A spadł Grzegórzecki Kraków, Korona Kraków, awansował Dębski Kraków, Metal Tarnów.

### Mistrzostwa Klasy A Lubelskiego OZPN
- mistrz: WKS Unia Lublin

| Poz. | Drużyna         | M | Z    | R    | P    | Bramki | Punkty |
| ---- | --------------- | - | ---- | ---- | ---- | ------ | ------ |
| 1    | WKS Unia Lublin | 8 | b.d. | b.d. | b.d. | b.d.   | b.d.   |
| 2    | LWS Lublin      | 8 | b.d. | b.d. | b.d. | b.d.   | b.d.   |
| 3    | LOT Dęblin      | 8 | b.d. | b.d. | b.d. | b.d.   | b.d.   |
| 4    | WKS Chełm       | 8 | b.d. | b.d. | b.d. | b.d.   | b.d.   |
| 5    | Lewart Lubartów | 8 | b.d. | b.d. | b.d. | b.d.   | b.d.   |

- WKS/LOT Dęblin zmiana nazwy na LOT Dęblin.
- WKS 7 PP Chełm zmiana nazwy na WKS Chełm.
- Spadek Lewart Lubartów, awansował Hapoel Lublin.

### Mistrzostwa ligi okręgowej Lwowskiego OZPN
- mistrz: Junak Drohobycz

| Poz. | Drużyna              | M  | Z    | R    | P    | Bramki | Punkty |
| ---- | -------------------- | -- | ---- | ---- | ---- | ------ | ------ |
| 1    | Junak Drohobycz      | 24 | b.d. | b.d. | b.d. | 65-35  | 36     |
| 2    | Ukraina Lwów         | 24 | b.d. | b.d. | b.d. | 65-37  | 31     |
| 3    | Czarni Lwów          | 24 | b.d. | b.d. | b.d. | 43-34  | 27     |
| 4    | Pogoń II Lwów        | 24 | b.d. | b.d. | b.d. | 50-42  | 26     |
| 5    | Hasmonea Lwów        | 24 | b.d. | b.d. | b.d. | 32-30  | 26     |
| 6    | Lechia Lwów          | 24 | b.d. | b.d. | b.d. | 31-34  | 24     |
| 7    | Pogoń Stryj          | 24 | b.d. | b.d. | b.d. | 52-49  | 22     |
| 8    | Resovia              | 24 | b.d. | b.d. | b.d. | 41-47  | 22     |
| 9    | Sian Przemyśl (b)    | 24 | b.d. | b.d. | b.d. | 32-47  | 22     |
| 10   | Polonia Przemyśl     | 24 | b.d. | b.d. | b.d. | 39-51  | 21     |
| 11   | RKS Lwów             | 24 | b.d. | b.d. | b.d. | 27-31  | 20     |
| 12   | Korona Sambor        | 24 | b.d. | b.d. | b.d. | 38-70  | 19     |
| 13   | WKS Ognisko Jarosław | 24 | b.d. | b.d. | b.d. | 35-43  | 16     |

- Do klasy A spadły WKS Ognisko Jarosław, Korona Sambor, awansował Strzelec Borysław.

### Mistrzostwa ligi okręgowej Łódzkiego OZPN
- mistrz: ŁKS Łódź

| Poz. | Drużyna                   | M  | Z    | R    | P    | Bramki | Punkty |
| ---- | ------------------------- | -- | ---- | ---- | ---- | ------ | ------ |
| 1    | ŁKS Łódź *                | 20 | b.d. | b.d. | b.d. | b.d.   | 28     |
| 2    | ŁTSG Łódź                 | 20 | b.d. | b.d. | b.d. | b.d.   | 26     |
| 3    | Zjednoczeni Łódź (b)      | 20 | b.d. | b.d. | b.d. | b.d.   | 23     |
| 4    | WKS Łódź                  | 20 | b.d. | b.d. | b.d. | b.d.   | 20     |
| 5    | Strzelecki KS Łódź        | 20 | b.d. | b.d. | b.d. | b.d.   | 19     |
| 6    | WIMA Łódź                 | 20 | b.d. | b.d. | b.d. | b.d.   | 19     |
| 7    | PTC Pabianice             | 20 | b.d. | b.d. | b.d. | b.d.   | 18     |
| 8    | Union-Touring II Łódź (b) | 20 | b.d. | b.d. | b.d. | b.d.   | 17     |
| 9    | Sokół Pabianice           | 20 | b.d. | b.d. | b.d. | b.d.   | 17     |
| 10   | Burza Pabianice           | 20 | b.d. | b.d. | b.d. | b.d.   | 13     |
| 11   | Sokół Zgierz              | 20 | b.d. | b.d. | b.d. | b.d.   | 6      |

- Do klasy A spadł Sokół Zgierz, Burza Pabianice, awansowała Lechia Tomaszów.

### Mistrzostwa Klasy A Poleskiego OZPN
- mistrz: Ognisko Pińsk

GRUPA I (Brześć)
| Poz. | Drużyna                | M | Z    | R    | P    | Bramki | Punkty |
| ---- | ---------------------- | - | ---- | ---- | ---- | ------ | ------ |
| 1    | Ruch Brześć            | 6 | b.d. | b.d. | b.d. | b.d.   | b.d.   |
| 2    | Pogoń Brześć           | 6 | b.d. | b.d. | b.d. | b.d.   | b.d.   |
| 3    | Kresy Brześć           | 6 | b.d. | b.d. | b.d. | b.d.   | b.d.   |
| 4    | Lot Biała Podlaska (b) | 6 | b.d. | b.d. | b.d. | b.d.   | b.d.   |

GRUPA II (Pińsk)
| Poz. | Drużyna           | M | Z    | R    | P    | Bramki | Punkty |
| ---- | ----------------- | - | ---- | ---- | ---- | ------ | ------ |
| 1    | Ognisko Pińsk*    | 6 | b.d. | b.d. | b.d. | b.d.   | b.d.   |
| 2    | Orzeł Pińsk       | 6 | b.d. | b.d. | b.d. | b.d.   | b.d.   |
| 3    | Makabi Pińsk      | 6 | b.d. | b.d. | b.d. | b.d.   | b.d.   |
| 4    | Nordyja Pińsk (b) | 6 | b.d. | b.d. | b.d. | b.d.   | b.d.   |

- (*)Przed sezonem miejsce Kotwicy Pińsk (drużyna nie przystąpiła do rozgrywek) zajęła drużyna Ogniska Pińsk.
- W dwumeczu o awans do eliminacji zwyciężyła drużyna Ogniska Pińsk.

### Mistrzostwa Klasy A Pomorskiego OZPN
- mistrz: Gryf Toruń

| Poz. | Drużyna             | M  | Z    | R    | P    | Bramki | Punkty |
| ---- | ------------------- | -- | ---- | ---- | ---- | ------ | ------ |
| 1    | Gryf Toruń          | 14 | b.d. | b.d. | b.d. | 46-21  | 23     |
| 2    | Pomorzanin Toruń    | 14 | b.d. | b.d. | b.d. | 30-19  | 17     |
| 3    | Kotwica Gdynia (b)  | 14 | b.d. | b.d. | b.d. | 27-20  | 15     |
| 4    | Unia Tczew          | 14 | b.d. | b.d. | b.d. | 27-25  | 15     |
| 5    | Ciszewski Bydgoszcz | 14 | b.d. | b.d. | b.d. | 23-25  | 13     |
| 6    | Polonia Bydgoszcz   | 14 | b.d. | b.d. | b.d. | 11-35  | 11     |
| 7    | AKS Grudziądz       | 14 | b.d. | b.d. | b.d. | 17-35  | 9      |
| 8    | Bałtyk Gdynia       | 14 | b.d. | b.d. | b.d. | 21-41  | 9      |

- Od rundy wiosennej PPW Grudziądz zmienił nazwę na AKS Grudziądz.
- Baraż: AKS – Bałtyk 2:0
- Spadek Bałtyk Gdynia, awans WKS Flota Gdynia, Amator Bydgoszcz[1].

### Mistrzostwa ligi okręgowej Poznańskiego OZPN
- mistrz: Legia Poznań

| Poz. | Drużyna              | M  | Z    | R    | P    | Bramki | Punkty |
| ---- | -------------------- | -- | ---- | ---- | ---- | ------ | ------ |
| 1    | Legia Poznań         | 12 | b.d. | b.d. | b.d. | 55-13  | 22     |
| 2    | KPW Poznań           | 12 | b.d. | b.d. | b.d. | 48-12  | 21     |
| 3    | HCP Poznań           | 12 | b.d. | b.d. | b.d. | 45-33  | 20     |
| 4    | HCP Poznań           | 12 | b.d. | b.d. | b.d. | 37-30  | 12     |
| 5    | Polonia Poznań       | 12 | b.d. | b.d. | b.d. | 17-31  | 9      |
| 6    | Pentatlon Poznań (b) | 12 | b.d. | b.d. | b.d. | 19-45  | 5      |
| 7    | Stella Gniezno (b)   | 12 | b.d. | b.d. | b.d. | 14-49  | 4      |
| 8    | Warta II Poznań*     | –  | –    | –    | –    | –      | -      |

- W wyniku powiększenia ligi okręgowej nikt nie spadł do A klasy.
- Z klasy A awansowały drużyny: Ostrovia Ostrów Wlkp., Stomil Poznań, Admira Poznań.

(*) grała także Warta II Poznań, której wyniki anulowano przy ustalaniu końcowej tabeli.

### Mistrzostwa Klasy A Stanisławowskiego OZPN
- mistrz: Strzelec Górka Stanisławów

| Poz. | Drużyna                           | M  | Z    | R    | P    | Bramki | Punkty |
| ---- | --------------------------------- | -- | ---- | ---- | ---- | ------ | ------ |
| 1    | Strzelec Górka Stanisławów        | 14 | b.d. | b.d. | b.d. | b.d.   | b.d.   |
| 2    | Rewera Stanisławów                | 14 | b.d. | b.d. | b.d. | b.d.   | b.d.   |
| 3    | KSZN Rypne                        | 14 | b.d. | b.d. | b.d. | b.d.   | b.d.   |
| 4    | TESP Kałusz (b)                   | 14 | b.d. | b.d. | b.d. | b.d.   | b.d.   |
| 5    | Strzelec Raz Dwa Trzy Stanisławów | 14 | b.d. | b.d. | b.d. | b.d.   | b.d.   |
| 6    | Strzelec Broszniów                | 14 | b.d. | b.d. | b.d. | b.d.   | b.d.   |
| 7    | Bystrzyca Nadwórna                | 14 | b.d. | b.d. | b.d. | b.d.   | b.d.   |
| 8    | Pokucie Kołomyja                  | 14 | b.d. | b.d. | b.d. | b.d.   | b.d.   |

- Brak ostatecznego potwierdzenia czy zwycięzca B klasy drużyna Stanisławowia Stanisławów awansowała do klasy A.

### Mistrzostwa ligi okręgowej (Liga Śląska) Śląskiego OZPN
- mistrz: Śląsk Świętochłowice

| Poz. | Drużyna                  | M  | Z    | R    | P    | Bramki | Punkty |
| ---- | ------------------------ | -- | ---- | ---- | ---- | ------ | ------ |
| 1    | Śląsk Świętochłowice     | 20 | b.d. | b.d. | b.d. | 64-35  | 32     |
| 2    | Pogoń (Słowian) Katowice | 20 | b.d. | b.d. | b.d. | 48-44  | 25     |
| 3    | Czarni Chropaczów        | 20 | b.d. | b.d. | b.d. | 54-48  | 24     |
| 4    | Dąb Katowice             | 20 | b.d. | b.d. | b.d. | 55-47  | 23     |
| 5    | Naprzód Lipiny           | 20 | b.d. | b.d. | b.d. | 58-36  | 22     |
| 6    | PKS Katowice             | 20 | b.d. | b.d. | b.d. | 49-42  | 19     |
| 7    | BBTS Bielsko (b)         | 20 | b.d. | b.d. | b.d. | 38-31  | 19     |
| 8    | Concordia Knurów         | 20 | b.d. | b.d. | b.d. | 35-47  | 18     |
| 9    | KS Chorzów               | 20 | b.d. | b.d. | b.d. | 41-57  | 17     |
| 10   | Wawel Nowa Wieś          | 20 | b.d. | b.d. | b.d. | 35-56  | 12     |
| 11   | Ligocianka Katowice (b)  | 20 | b.d. | b.d. | b.d. | 25-59  | 9      |

- Spadek do II ligi śląskiej Ligocianka Katowice, Wawel Nowa Wieś.

### Mistrzostwa ligi okręgowej Warszawskiego OZPN
- mistrz: KS Starachowice

| Poz. | Drużyna            | M  | Z    | R    | P    | Bramki | Punkty |
| ---- | ------------------ | -- | ---- | ---- | ---- | ------ | ------ |
| 1    | KS Starachowice    | 18 | b.d. | b.d. | b.d. | b.d.   | 29     |
| 2    | Granat Skarżysko   | 18 | b.d. | b.d. | b.d. | b.d.   | 27     |
| 3    | Fort Bema Warszawa | 18 | b.d. | b.d. | b.d. | b.d.   | 22     |
| 4    | Orkan Warszawa     | 18 | b.d. | b.d. | b.d. | b.d.   | 19     |
| 5    | PWATT Warszawa     | 18 | b.d. | b.d. | b.d. | b.d.   | 19     |
| 6    | Skra Warszawa (b)  | 18 | b.d. | b.d. | b.d. | b.d.   | 16     |
| 7    | CWS Warszawa       | 18 | b.d. | b.d. | b.d. | b.d.   | 14     |
| 8    | Okęcie Warszawa    | 18 | b.d. | b.d. | b.d. | b.d.   | 12     |
| 9    | PZL Warszawa (b)   | 18 | b.d. | b.d. | b.d. | b.d.   | 12     |
| 10   | Znicz Pruszków     | 18 | b.d. | b.d. | b.d. | b.d.   | 12     |

- Spadek do A klasy Znicz Pruszków.
- Z klasy A awansowały drużyny Syrena Warszawa, KS Ursus.

### Mistrzostwa Klasy A Wileńskiego OZPN
- mistrz: Śmigły Wilno

| Poz. | Drużyna       | M | Z    | R    | P    | Bramki | Punkty |
| ---- | ------------- | - | ---- | ---- | ---- | ------ | ------ |
| 1    | Śmigły Wilno  | 6 | b.d. | b.d. | b.d. | b.d.   | b.d.   |
| 2    | Ognisko Wilno | 6 | b.d. | b.d. | b.d. | b.d.   | b.d.   |
| 3    | Makabi Wilno  | 6 | b.d. | b.d. | b.d. | b.d.   | b.d.   |
| 4    | Hapoel Wilno  | 6 | b.d. | b.d. | b.d. | b.d.   | b.d.   |

- Brak danych dotyczących awansu do A klasy.

### Mistrzostwa Klasy A Wołyńskiego OZPN
- mistrz: PKS Łuck

| Poz. | Drużyna                    | M  | Z    | R    | P    | Bramki | Punkty |
| ---- | -------------------------- | -- | ---- | ---- | ---- | ------ | ------ |
| 1    | PKS Łuck                   | 14 | b.d. | b.d. | b.d. | b.d.   | b.d.   |
| 2    | WKS Dubno (b)              | 14 | b.d. | b.d. | b.d. | b.d.   | b.d.   |
| 3    | Hasmonea Równe             | 14 | b.d. | b.d. | b.d. | b.d.   | b.d.   |
| 4    | Strzelec Janowa Dolina (b) | 14 | b.d. | b.d. | b.d. | b.d.   | b.d.   |
| 5    | Pogoń Równe                | 14 | b.d. | b.d. | b.d. | b.d.   | b.d.   |
| 6    | Strzelec Kowel             | 14 | b.d. | b.d. | b.d. | b.d.   | b.d.   |
| 7    | WKS Łuck                   | 14 | b.d. | b.d. | b.d. | b.d.   | b.d.   |
| 8    | Hasmonea Łuck              | 14 | b.d. | b.d. | b.d. | b.d.   | b.d.   |

- PKS Łuck – Policyjny KS Łuck
- Spadek drużyn Hasmonea Łuck oraz WKS Łuck, awans WKS Hallerczyki Równe, KPW Zdołbunów.

### Mistrzostwa ligi okręgowej Zagłębiowskiego OZPN
- mistrz: Unia Sosnowiec

| Poz. | Drużyna                      | M  | Z    | R    | P    | Bramki | Punkty |
| ---- | ---------------------------- | -- | ---- | ---- | ---- | ------ | ------ |
| 1    | Unia Sosnowiec               | 16 | b.d. | b.d. | b.d. | b.d.   | 27     |
| 2    | Brygada Częstochowa          | 16 | b.d. | b.d. | b.d. | b.d.   | 25     |
| 3    | Sarmacja Będzin              | 16 | b.d. | b.d. | b.d. | b.d.   | 17     |
| 4    | Zagłębianka Będzin (b)       | 16 | b.d. | b.d. | b.d. | b.d.   | 16     |
| 5    | Zagłębie Dąbrowa Górnicza    | 16 | b.d. | b.d. | b.d. | b.d.   | 12     |
| 6    | CKS Czeladź                  | 16 | b.d. | b.d. | b.d. | b.d.   | 10     |
| 7    | Warta Zawiercie              | 16 | b.d. | b.d. | b.d. | b.d.   | 9      |
| 8    | Brynica Czeladź              | 16 | b.d. | b.d. | b.d. | b.d.   | 8      |
| 9    | Skra Częstochowa             | 16 | b.d. | b.d. | b.d. | b.d.   | 7      |
| 10   | Częstochówka Częstochowa (w) | –  | –    | –    | –    | –      | -      |

- Częstochówka Częstochowa wycofała się z rozgrywek.
- Z klasy A awansował Naprzód Radomsko.

## Eliminacje o I ligę
O wejście do Ligi walczyło 14 drużyn, podzielonych na 4 grupy. Do finału wchodziły tylko mistrzowie grup.

### Tabela grupy I
|   | Klub            | M | Pkt | Z | R | P | Br+ | Br− | Uwagi |
| 1 | Legia Poznań    | 6 | 8   | 4 | 0 | 2 | 22  | 11  |       |
| 2 | KS Starachowice | 6 | 6   | 3 | 0 | 3 | 15  | 10  |       |
| 3 | ŁKS Łódź        | 6 | 6   | 3 | 0 | 3 | 12  | 13  |       |
| 4 | Gryf Toruń      | 6 | 4   | 2 | 0 | 4 | 9   | 24  |       |

Legenda:
|  | Awans do finału |

### Wyniki
```
Legia Poznań                   xxx 4-3 5-1 7-2
KS Starachowice                2-1 xxx 2-1 6-0
ŁKS Łódź                       0-3 2-1 xxx 4-2
Gryf Toruń                     3-2 2-1 0-4 xxx
```

### Tabela grupy II
|   | Klub                 | M | Pkt | Z | R | P | Br+ | Br− | Uwagi |
| 1 | Śląsk Świętochłowice | 4 | 7   | 3 | 1 | 0 | 11  | 1   |       |
| 2 | Fablok Chrzanów      | 4 | 5   | 2 | 1 | 1 | 7   | 8   |       |
| 3 | Unia Sosnowiec       | 4 | 0   | 0 | 0 | 4 | 3   | 12  |       |

Legenda:
|  | Awans do finału |

### Wyniki
```
Śląsk Świętochłowice           xxx 4-0 4-0
Fablok Chrzanów                1-1 xxx 3-1
Unia Sosnowiec                 0-2 2-3 xxx
```

### Tabela grupy III
|   | Klub                       | M | Pkt | Z | R | P | Br+ | Br− | Uwagi |
| 1 | Junak Drohobycz            | 6 | 10  | 5 | 0 | 1 | 29  | 7   |       |
| 2 | WKS Unia Lublin            | 6 | 10  | 5 | 0 | 1 | 23  | 12  |       |
| 3 | Strzelec Górka Stanisławów | 6 | 3   | 1 | 1 | 4 | 7   | 22  |       |
| 4 | PKS Łuck                   | 6 | 1   | 0 | 1 | 5 | 8   | 26  |       |

Legenda:
|  | Awans do finału |

### Wyniki
```
Junak Drohobycz                xxx 6-0 6-1 3-2
WKS Unia Lublin                4-3 xxx 5-1 4-0
Strzelec Górka Stanisławów     0-4*0-3 xxx 3-2
Policyjny KS Łuck              0-7 2-7 2-2 xxx
```

```
* Mecz PKS Łuck - Junak 1-1 repeated.
* Mecz Strzelec Górka - WKS Unia 2-1 zweryfikowany jako walkower.
* Strzelec - Junak 4-0 według FUJI, 0-4 według Radoń.
* PKS Łuck - WKS Unia 0-4 według FUJI, 2-7 według Radoń.
* WKS Unia - PKS Łuck 7-2 według FUJI, 4-0 według Radoń.
```

### Tabela grupy IV

Afisz meczu Śmigły Wilno-Ognisko Pińsk

|   | Klub          | M | Pkt | Z | R | P | Br+ | Br− | Uwagi |
| 1 | Śmigły Wilno  | 4 | 8   | 4 | 0 | 0 | 27  | 0   |       |
| 2 | WKS Grodno    | 4 | 2   | 1 | 0 | 3 | 9   | 21  |       |
| 3 | Ognisko Pińsk | 4 | 2   | 1 | 0 | 3 | 7   | 22  |       |

Legenda:
|  | Awans do finału |

### Wyniki
```
Śmigły Wilno                   xxx 9-0 6-0
WKS Grodno                     0-5 xxx 7-3
KPW Ognisko Pińsk              0-7 4-2 xxx
```

```
* Ognisko - Śmigły 0-6 według FUJI, 0-7 według Radoń.
* Ognisko - WKS Grodno 2-4 według FUJI, 4-2 według Radoń.
* Śmigły - Ognisko 7-0 według EUJI, 6-0 według Radoń.
* Śmigły - WKS Grodno 5-0 według FUJI, 9-0 według Radoń.
* WKS Grodno - Śmigły 0-9 według FUJI, 0-5 według Radoń.
```

## Finał

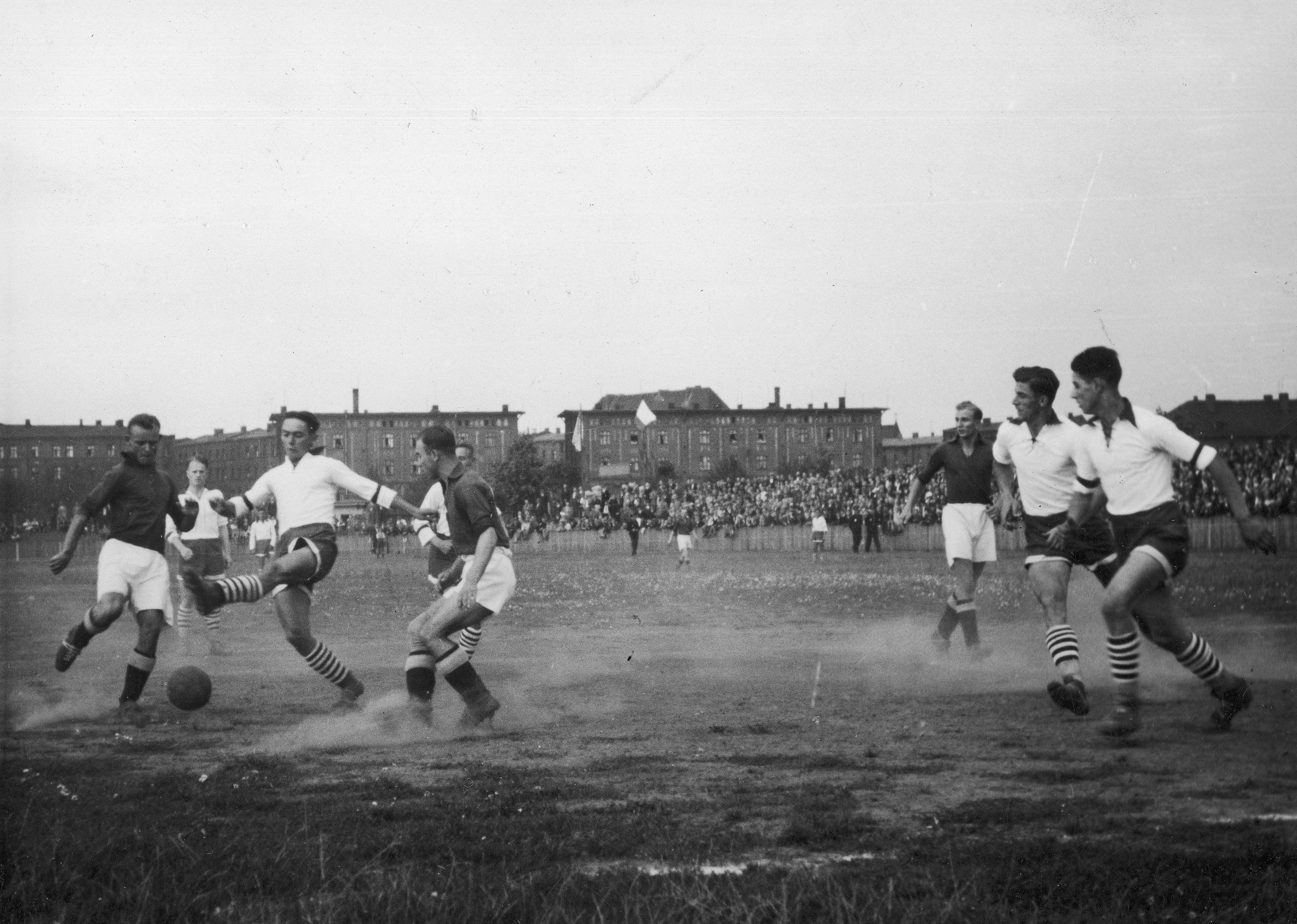
Mecz Śląsk-Śmigły (2:1).

### Tabela grupy finałowej
|   | Klub                 | M | Pkt | Z | R | P | Br+ | Br− | Uwagi |
| 1 | Śląsk Świętochłowice | 2 | 3   | 1 | 1 | 0 | 2   | 1   |       |
| 2 | Śmigły Wilno         | 2 | 2   | 1 | 0 | 1 | 6   | 3   |       |
| 3 | Junak Drohobycz      | 2 | 2   | 0 | 2 | 0 | 1   | 1   |       |
| 4 | Legia Poznań         | 2 | 1   | 0 | 1 | 1 | 2   | 6   |       |

Legenda:
|  | Prawo do gry w I lidze w 1940. |

### Wyniki
```
Śląsk Świętochłowice           xxx 2-1
Śmigły Wilno                       xxx     5-1
Junak Drohobycz                0-0     xxx
Legia Poznań                           1-1 xxx
```

Sezonu nie dokończono z powodu rozpoczęcia II wojny światowej.